# Плавни (Полтавская область)
Плавни (укр. Плавні) — село,
Говтвянский сельский совет,
Козельщинский район,
Полтавская область,
Украина.
Код КОАТУУ — 5322081605. Население по переписи 2001 года составляло 14 человек.

## Географическое положение
Село Плавни находится на правом берегу реки Псёл, выше по течению на расстоянии в 2 км расположено село Березняки (Решетиловский район), ниже по течению на расстоянии в 1,5 км расположено село Киселёвка, на противоположном берегу — село Прилипка.

## Происхождение названия
На территории Украины 3 населённых пункта с названием Плавни.
Старое название — Плавли.

## История
Село возникло их хуторов Савинки, Шилудьков (Луки) и Вулк